# 1512
Відродження •  Доба великих географічних відкриттів •  Ганза •  Ацтецький потрійний союз •  Імперія інків

## Геополітична ситуація
Османську державу очолює Селім I (до 1520). Імператором Священної Римської імперії є Максиміліан I Габсбург (до 1519). У Франції королює Людовик XII (до 1515).
Середню частину Апеннінського півострова займає Папська область. Неаполітанське королівство на півдні захопила Іспанія. Могутними державними утвореннями півночі є Венеційська республіка, Флорентійська республіка, Генуезька республіка та герцогство Міланське. Триває війна Камбрейської ліги між європейськими монархіями за контроль над північною Італією.
Кастилія і Леон та Арагонське королівство об'єднані в Іспанське королівство, де править Фердинанд II Арагонський (до 1516). В Португалії королює Мануел I (до 1521).
Генріх VIII є королем Англії (до 1547), королем Данії та Норвегії Юхан II (до 1513). Сванте Нільссон є регентом Швеції. Королем Угорщини та Богемії є Владислав II Ягелончик. У Польщі королює Сигізмунд I Старий (до 1548), він же залишається князем Великого князівства Литовського.
Галичина входить до складу Польщі. Волинь належить Великому князівству Литовському. Московське князівство очолює Василій III (до 1533).
На заході євразійських степів існують Казанське ханство, Кримське ханство, Астраханське ханство Ногайська орда. У Єгипті панують мамлюки. Шахом Ірану є сефевід Ісмаїл I.
У Китаї править династія Мін. Значними державами Індостану є Делійський султанат, Бахмані, Віджаянагара. В Японії триває період Муроматі.
У Долині Мехіко править Ацтецький потрійний союз на чолі з Монтесумою II (до 1520). Цивілізація мая переживає посткласичний період. В Імперії інків править Уайна Капак (до 1525).

## Події

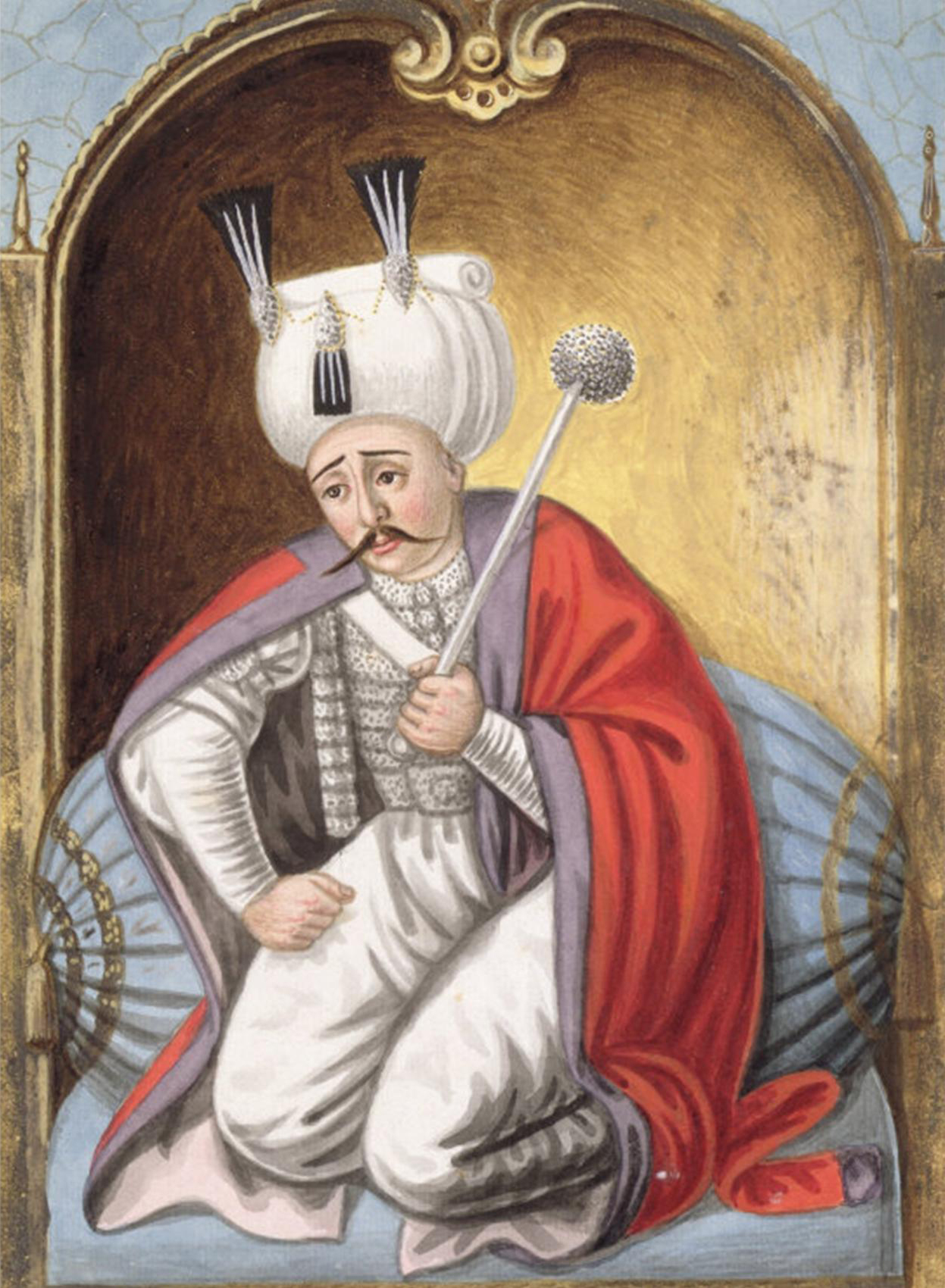
Турецький султан Селім I

- Польсько-українське військо на чолі із Костянтином Острозьким та каменецьким старостою Предславом Лянцкоронським разом із загонами козаків вигнало татарську орду, що прийшла у південні області Литовського великого князівства.
- Московія розпочала нову війну з Литвою, напавши на Смоленськ.
- Молдовське князівство стало васалом Туреччини на тих же умовах, що й Волощина. Господаря призначає турецький султан, але він повинен бути християнином. Туркам заборонено селитися в князівстві.
- Владу в Османській імперії за допомогою яничарів захопив Селім I, прозваний Грізним.
- Після смерті Сванте Нільссона регентом Швеції обрано проданського Еріка Трулле, однак йому вдалося протриматися тільки 6 місяців, після чого його змінив Стен Стуре Молодший.
- Війна Камбрейської ліги:
  - 18 лютого французи захопили Брешію.
  - 11 квітня французькі війська здобули перемогу над іспанцями під Равенною.
  - 3 травня почався П'ятий Латеранський собор.
  - 17 травня імператор Максиміліан I Габсбург відмовився від союзу з Францією і приєднався до Священної ліги.
  - 10 серпня англійський флот завдав поразки французькому в битві при Сан-Матьє.
  - Улітку іспанці захопили Іберійську частину Наварри.
  - Медічі повернулися у Флоренцію після падіння республіки.
- Кельнський рейхстаг провів адміністративну реформу в Священній Римській імперії, поділивши її на 12 округів.
- Іспанці заснували першу колонію на Кубі — місто Баракоа.
- Португальські мореплавці продовжують досліджувати і відкривати для себе острови Індонезійського архіпелагу та Індійського океану.
- Узбеки знову прогнали Бабура з Самарканда. Його союзник перський шах Ісмаїл I змушений відмовитися від завоювання Трансоксанії.
- 1 листопада стелю Сикстинської капели вперше відкрито для огляду публіки.

## Народились
Дивись також Народилися 1512 року
- 5 березня — Герард Меркатор (Герард ван Кремер), фламандський картограф.

## Померли
Дивись також Померли 1512 року
- 22 лютого — у Севільї на 58-у році життя помер флорентійський мореплавець Амеріго Веспуччі, учасник декількох експедицій до берегів Південної Америки, названої ним Новим Світом.